# Roda de Fogo
Roda de Fogo é uma telenovela brasileira baseada em Rei Lear que foi produzida pela extinta Rede Tupi e exibida de 1 de maio a 28 de outubro de 1978 no horário das 20 horas,totalizando 156 capítulos.
Foi escrita por Sérgio Jockymann e substituído depois por Walther Negrão, com direção de Atílio Riccó e Henrique Martins.
Dos 156 capítulos originalmente exibidos, tem-se que 150 foram preservados, estando sob a guarda da Cinemateca Brasileira. É uma das poucas novelas da TV Tupi quase que integralmente preservadas.

## Sinopse
Lear é um grande e ambicioso jornalista, dono de um grande império jornalístico. Porém, por motivos de doença, ele se afasta dos negócios e começa a dividir a sua empresa entre as suas três filhas: Gio, Jane e Délia. Das três, a que mais tem o perfil para ser dona da empresa é Délia, por ser uma jornalista. Mas suas ideias revolucionárias e avançadas sempre entram em conflito com as ideias conservadoras do seu pai. 
Além das filhas, outras pessoas também almejam uma parte dessa herança, como Dr Gaspar e seus dois filhos Eduardo e Edmundo, além daqueles que trabalham no jornal. Uma roda de fogo se forma em busca do dinheiro e do poder.

## Elenco
- Oswaldo Loureiro .... Lear
- Eva Wilma .... Gio (Giovanna)
- Maria Estela .... Jane
- Kate Hansen .... Délia
- Cláudio Marzo .... Jacques
- Othon Bastos .... Albano
- Geraldo Del Rey .... Noel
- Francisco Milani .... Bento
- Fúlvio Stefanini .... Edmundo
- Rolando Boldrin .... Eduardo
- Karin Rodrigues .... doutora Giovana
- Sady Cabral .... doutor Gaspar
- Beth Goulart .... Paula
- Gianfrancesco Guarnieri ....Vítor
- Sônia Maria ... governanta de Albano e Gil
- Indianara Gomes .... Catarina
- Cristina Mullins ... Luísa
- Fernando de Souza ... Borges
- Edson Rabello ... Chico
- Dinah Ribeiro ... Helga
- Annamaria Dias ... Sofia
- Sebastião Campos ... Osvaldo
- Liana Duval ... Rosa
- Riva Nimitz ... Consuelo
- Renato Borghi ... Bogo
- David José .... Samuel
- Sérgio Galvão ... Dr Carlos
- Renato Master
- Chica Lopes
- Sílvio Rocha
- Serafim Gonzalez ... Barbosa
- Marcos Caruso ... Zé
- Rogério Márcico ... Bianco
- Jack Militello ... Delegado Elias
- Vera Lima
- Vera Paxie
- Florella de Florence
- Verônica Claudinete Stars

## Trilha sonora
- "Jogo da Vida" - Paulinho Nogueira
- "Lindeza" - Secos & Molhados
- "Esqueça-me" - Lady Zu
- "Canção Em Dois Tempos (Era Casa, Era Jardim)" - Vital Farias
- "Lições de Vida" - Toquinho
- "Bem-te-vi" - Tetê e o Lírio Selvagem
- "Magia" - Zizi Possi
- "Solidão" - Paulinho Camargo
- "Sua Ausência Em Minha Vida" - Super Bacana
- "Acertei no Milhar" - Gilberto Gil
- "Sapato Velho" - Quarteto Em Cy
- "Metades" - Leci Brandão